# Miasa rubrovittata
Miasa rubrovittata är en insektsart som beskrevs av Schmidt 1906. Miasa rubrovittata ingår i släktet Miasa och familjen Dictyopharidae. Inga underarter finns listade i Catalogue of Life.